# Molhado sobre molhado
Molhado sobre molhado, alla prima (italiano, que significa na primeira tentativa ), pintura direta ou au premier coup,  é uma técnica de pintura que consiste em aplicar tinta fresca sobre uma base ainda úmida, permitindo a fusão das cores diretamente na imagem. Comumente utilizada na pintura a óleo, essa abordagem requer agilidade, pois a obra deve ser concluída antes que as camadas iniciais sequem.